# سديم الدجاجة الجارية
سديم الدجاجة الجارية أو IC 2944 أو سديم لامبدا القنطورس (بالإنجليزية:
IC 2944 أو Running Chicken Nebula أو Lambda Centauri Nebula ) هو تجمع نجمي مفتوح ويتبعه سديم إشعاعي يرى في كوكبة قنطورس، ويقع بالقرب من نجم لامبدا القنطورس.
يحوي سديم الدجاجة الجارية كريات بوك التي هي مناطق تنشأ فيها نجوم جديدة عادة. ولكن لم تشاهد في كريات السديم آي سي 2944 أي علامة على نشأة نجوم فيها.

## صور

صورة من المرصد الأوروبي الجنوبيبواسطة 2.2-metre telescope.[3]
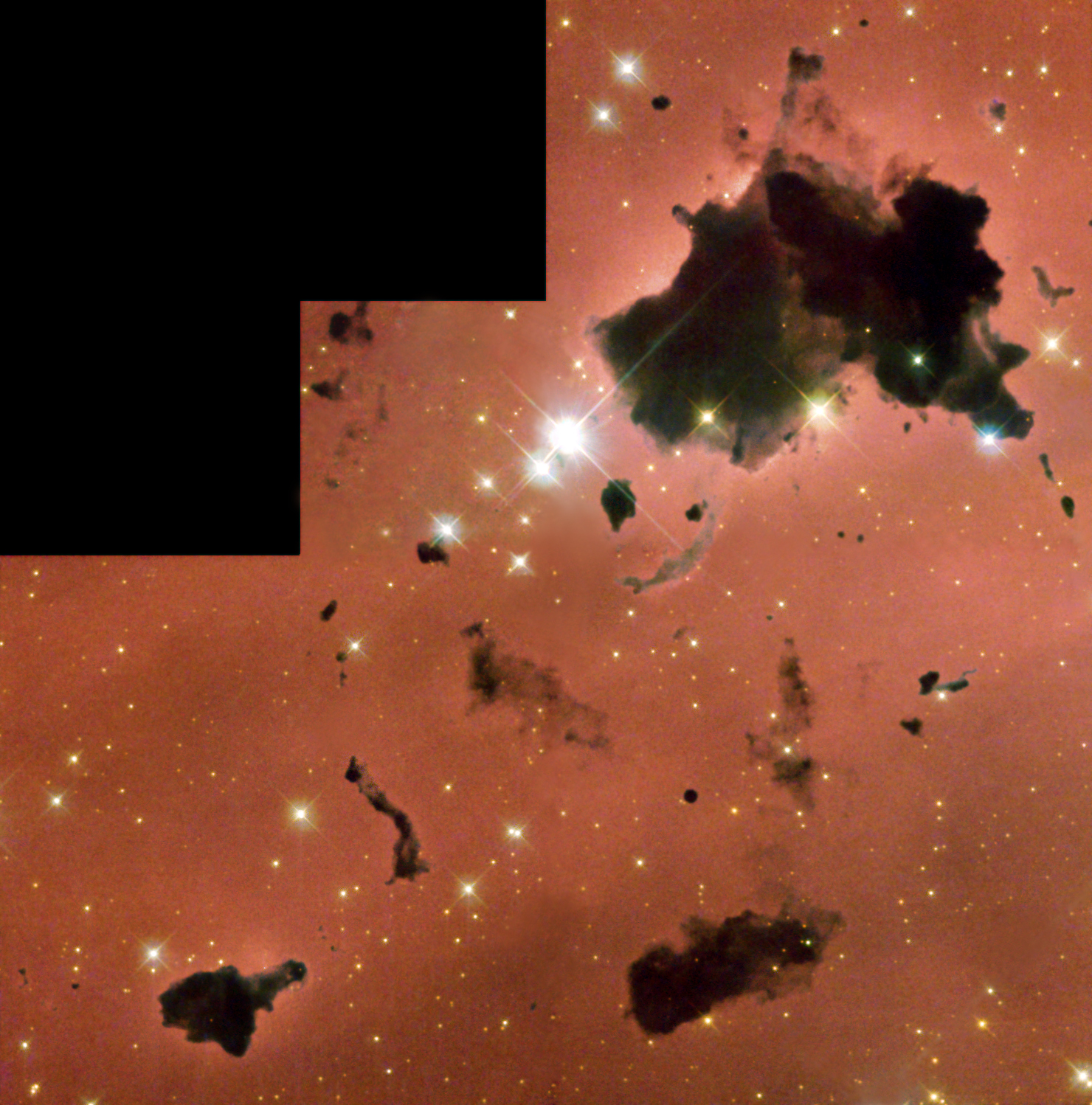
كريات بوك
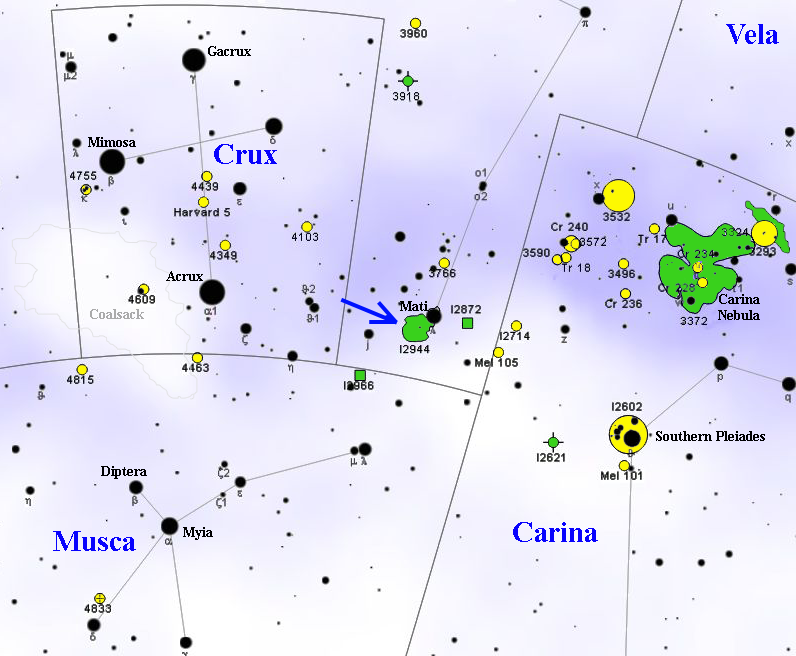
موقع IC 2944 في قنطورس (عند السهم)

## وصلات خارجية
- SEDS: IC 2944
- IC 2944 at ESA/Hubble

## اقرأ أيضا
- سديم القلب
- سديم الروح